# Coheed and Cambria
I Coheed and Cambria (qualche volta abbreviati "Coheed" o "Co&Ca") sono una band alternative metal statunitense con influenze punk, originaria di Nyack, Woodstock e Kingston.
Hanno pubblicato nove album in studio e uno dal vivo. Questi album (ad eccezione del solo The Color Before the Sun) raccontano tutti differenti parti di una stessa saga fantascientifica, scritta e pubblicata dal cantante Claudio Sanchez nota come The Amory Wars. Coheed e Cambria Kilgannon sono i due personaggi principali della storia.

## Storia del gruppo
Il gruppo si formò nel 1995 sotto il nome di Toxic Parents. Successivamente la band si rinominò Beautiful Loser ed era composta da Travis Stever come cantante e chitarrista, Claudio Sanchez come chitarrista, Nate Kelley alla batteria e Jon Carleo al basso. Rinominata Shabütie la band iniziò a sperimentare nuovi suoni punk rock, indie rock, acoustic rock, funk e heavy metal, scrivendo circa 100 canzoni. Carleo lasciò la band nel 1996 e Kelley reclutò allora Michael Todd. La formazione della band era al completo e continuò perciò a scrivere canzoni e pubblicò il primo EP Plan to Take Over the World, seguito nello stesso anno da The Penelope EP e bel 2000 da Delirium Trigger. La band iniziò però a bere troppo e le prestazioni calarono vertiginosamente. La band si sciolse il 19 febbraio 2000.
Kelley se ne andò e Sanchez e gli altri reclutarono Josh Eppard, ex membro del gruppo rock progressive statunitense 3, al suo posto. Cambiarono il loro nome nell'attuale Coheed and Cambria. La band era quindi formata da quattro membri, Claudio Sanchez (cantante e chitarrista), Travis Stever (chitarrista), Michael Todd (bassista) e Josh Eppard (batterista).
Dal 2005, durante i tour il tastierista Dave Parker li accompagna.
Il 1º agosto 2006 la band annunciò il "Coheed Tour Update": Todd ed Eppard furono sostituiti da Matt Williams al basso e MP alla batteria. Attualmente la band, dopo il ritorno di Todd annunciato ufficialmente il 25 aprile 2007, sta lavorando al nuovo album, probabilmente in uscita per ottobre 2007, avvalendosi della produzione di Nick Raskulinecz e dell'ex-batterista dei The Dillinger Escape Plan, Chris Pennie, entrato a far parte formalmente dei Coheed and Cambria il 28 giugno 2007. È inoltre prevista per l'estate del 2007 la partecipazione del gruppo al Warped Tour.
Il 23 luglio 2007, Claudio Sanchez ha confermato che il nuovo album Good Apollo, I'm Burning Star IV Volume Two: No World for Tomorrow, sarà pubblicato il 23 ottobre 2007. Il primo singolo, secondo Absolutepunk.net, che riporta una notizia del 27 luglio 2007, sarà The Running Free, un pezzo che sarà pubblicato alla radio il 20 agosto 2007 e che può già essere ascoltato sul MySpace della band. Dal primo ottobre 2007 è disponibile, sempre su MySpace, il video di The Running Free.
Dopo 3 anni i Coheed and Cambria tornano in studio per incidere le canzoni del nuovo album intitolato The Year of the Black Rainbow. Uscito il 14 aprile 2010, l'album è una sorta di prequel nel ciclo narrativo del fumetto "The Amory Wars", in quanto tratta gli avvenimenti precedenti a quelli raccontati in "The Second Stage Turbine Blade". Il primo singolo "The Broken" è stato pubblicato su iTunes il 9 febbraio 2010. Il secondo singolo "Here We Are Juggernaut" è disponibile dal 4 marzo sul Myspace della band, e disponibile da 9 marzo su iTunes.

## Influenze e somiglianze
La musica dei Coheed and Cambria è paragonabile a quella dei Rush, per la tonalità di voce molto acuta del cantante, dei Dream Theater, per i continui cambiamenti e lo stile musicale, e agli Yes, per il rapporto tra suono della chitarra e del basso. I Coheed and Cambria hanno elementi musicali anni settanta e un suono a tratti fantascientifico. La band ha molte somiglianze con i Pink Floyd, Led Zeppelin, Thin Lizzy e Black Sabbath. La rivista Metal Hammer li ha denominati "i nuovi Led Zeppelin".

## Progetti paralleli
- The Amory Wars; Claudio Sanchez
- The Prize Fighter Inferno; Claudio Sanchez.
- Weerd Science; progetto hip hop di Josh Eppard.
- Fire Deuce; progetto di Travis Stever, che ha pubblicato un EP, "Children of the Deuce".
- The English Panther progetto autoprodotto di Travis Stever.

## Formazione
Attuale
- Claudio Sanchez – voce, chitarra solista e ritmica, tastiera, sintetizzatore, pianoforte (1995-presente)
- Travis Stever – chitarra ritmica e solista, seconda voce, sintetizzatore, lap steel guitar, mandolino (1995, 1999-presente)
- Josh Eppard – batteria, percussioni, seconda voce, tastiera, programmazione (2000-2006, 2011-presente)
- Zach Cooper – basso, seconda voce, violoncello (2012-presente)

Ex turnisti
- Dave Parker – tastiera (2005-2006)
- Matt Williams – basso (2006-2007)
- Michael Petrak – batteria (2006-2007)
- Wes Styles – tastiera, seconda voce (2007-2011), basso (2011-2012)

Ex componenti
- Jon Carleo – basso (1995-1996)
- Michael Todd – basso, seconda voce (1996-2006, 2007-2011)
- Dave Parker – tastiera, chitarra (2005-2006)
- Nate Kelley – batteria, percussioni, seconda voce (1995-2000)
- Chris Pennie – batteria, percussioni (2007-2011)

## Discografia

### Album in studio
- 2002 – The Second Stage Turbine Blade
- 2003 – In Keeping Secrets of Silent Earth: 3
- 2005 – Good Apollo, I'm Burning Star IV, Volume One: From Fear Through the Eyes of Madness
- 2007 – Good Apollo, I'm Burning Star IV, Volume Two: No World for Tomorrow
- 2010 – Year of the Black Rainbow
- 2012 – The Afterman: Ascension
- 2013 – The Afterman: Descension
- 2015 – The Color Before the Sun
- 2018 – Vaxis - Act I: The Unheavenly Creatures
- 2022 – Vaxis II: A Window of the Waking Mind
- 2025 – Vaxis – Act III: The Father of Make Believe

### Album dal vivo
- 2004 – Live at the Starland Ballroom

### EP
- 1999 – Plan to Take Over the World (pubblicato come Shabutie)
- 1999 – The Penelope EP (pubblicato come Shabutie)
- 2000 – Delirium Trigger (pubblicato come Shabutie)
- 2006 – Kerrang!/XFM UK Acoustic Sessions
- 2009 – Neverender 12%

### Singoli
- 2003 – A Favor House Atlantic
- 2005 – The Suffering
- 2005 – Welcome Home
- 2007 – Feathers
- 2010 – Guns of Summer/Pearl of the Stars
- 2010 – Here We Are Juggernaut
- 2015 – You Got Spirit, Kid
- 2015 – Hello
- 2018 – The Dark Sentencer
- 2019 – The Gutter

### Apparizioni in compilation
- 2003 – Warped Tour 2003 Tour Compilation
- 2004 – Warped Tour 2004 Tour Compilation
- 2006 – 97X Green Room 2

## Videografia

### Album video
- 2006 – The Last Supper: Live at Hammerstein Ballroom
- 2009 – Neverender

### Video musicali
- Delirium Trigger
- Devil in Jersey City
- Devil in Jersey City (alternative video)
- A Favor House Atlantic - 2004 - Diretto da Christian Winters
- Blood Red Summer - 2004 - Diretto da Marc Webb
- Welcome Home - 2005 - Diretto da Artificial Army, prodotto da Cathy Pellow
- The Suffering - 2005 - Diretto da Artificial Army, prodotto da Cathy Pellow
- Ten Speed (of God's Blood & Burial) - 2006 - Diretto da Brian Lazzaro, prodotto da Shelli Jury
- The Willing Well IV: the Final Cut - 2006 - Diretto da Claudio Sanchez
- The Running Free - 2007 - Diretto da Nathan Cox, prodotto da Michael Kanter
- The Broken - 2010
- Here We Are Juggernaut - 2010
- Far - 2011